# Брукінгс (Орегон)
Брукінгс (англ. Brookings) — місто (англ. city) в США, в окрузі Каррі штату Орегон. Населення — 6744 особи (2020).

## Географія
Брукінгс розташований за координатами 42°4′8″ пн. ш. 124°18′0″ зх. д. / 42.06889° пн. ш. 124.30000° зх. д. (42.068900, -124.299948).  За даними Бюро перепису населення США в 2010 році місто мало площу 10,21 км², з яких 10,02 км² — суходіл та 0,19 км² — водойми. В 2017 році площа становила 10,76 км², з яких 10,74 км² — суходіл та 0,02 км² — водойми.

### Клімат
| Клімат : Брукінгс                        | Клімат : Брукінгс | Клімат : Брукінгс | Клімат : Брукінгс | Клімат : Брукінгс | Клімат : Брукінгс | Клімат : Брукінгс | Клімат : Брукінгс | Клімат : Брукінгс | Клімат : Брукінгс | Клімат : Брукінгс | Клімат : Брукінгс | Клімат : Брукінгс | Клімат : Брукінгс |
| Показник                                 | Січ.              | Лют.              | Бер.              | Квіт.             | Трав.             | Черв.             | Лип.              | Серп.             | Вер.              | Жовт.             | Лист.             | Груд.             | Рік               |
| Абсолютний максимум, °C                  | 25,6              | 28,3              | 28,3              | 33,3              | 37,2              | 38,3              | 42,2              | 38,3              | 39,4              | 35,6              | 29,4              | 26,1              | 42,2              |
| Середній максимум, °C                    | 13,0              | 13,4              | 14,2              | 15,3              | 17,2              | 19,3              | 19,9              | 19,8              | 19,8              | 18,0              | 14,4              | 12,9              | 16,4              |
| Середня температура, °C                  | 9,3               | 9,7               | 10,1              | 10,9              | 12,8              | 14,6              | 15,6              | 15,7              | 15,3              | 13,5              | 10,7              | 9,1               | 12,3              |
| Середній мінімум, °C                     | 5,7               | 5,9               | 5,9               | 6,6               | 8,3               | 9,7               | 11,3              | 11,6              | 10,7              | 9,1               | 6,9               | 5,3               | 8,1               |
| Абсолютний мінімум, °C                   | −6,1              | −4,4              | −1,7              | −0,6              | 0,0               | 2,8               | 3,9               | 5,0               | 3,9               | 0,0               | −2,2              | −8,3              | −8,3              |
| Норма опадів, мм                         | 301               | 253               | 240               | 164               | 98                | 51                | 11                | 18                | 35                | 136               | 285               | 369               | 1961              |
| ---------------------------------------- | ----------------- | ----------------- | ----------------- | ----------------- | ----------------- | ----------------- | ----------------- | ----------------- | ----------------- | ----------------- | ----------------- | ----------------- | ----------------- |
| Джерело: Western Regional Climate Center |                   |                   |                   |                   |                   |                   |                   |                   |                   |                   |                   |                   |                   |

## Демографія
Згідно з переписом 2010 року, у місті мешкало 6336 осіб у 2717 домогосподарствах у складі 1689 родин. Густота населення становила 621 особа/км².  Було 3183 помешкання (312/км²).
Расовий склад населення:
| - 92,2 % — білих - 1,8 % — корінних американців - 0,9 % — азіатів - 0,3 % — чорних або афроамериканців - 0,1 % — вихідців з тихоокеанських островів |

До двох чи більше рас належало 3,6 %. Частка іспаномовних становила 6,6 % від усіх жителів.
За віковим діапазоном населення розподілялося таким чином: 21,1 % — особи молодші 18 років, 54,7 % — особи у віці 18—64 років, 24,2 % — особи у віці 65 років та старші. Медіана віку мешканця становила 46,9 року. На 100 осіб жіночої статі у місті припадало 91,4 чоловіків;  на 100 жінок у віці від 18 років та старших — 87,3 чоловіків також старших 18 років.
Середній дохід на одне домашнє господарство  становив 50 151 долар США (медіана — 40 228), а середній дохід на одну сім'ю — 57 995 доларів (медіана — 46 171). За межею бідності перебувало 10,9 % осіб, у тому числі 6,1 % дітей у віці до 18 років та 12,4 % осіб у віці 65 років та старших.
Цивільне працевлаштоване населення становило 2775 осіб. Основні галузі зайнятості: освіта, охорона здоров'я та соціальна допомога — 27,7 %, роздрібна торгівля — 17,4 %, публічна адміністрація — 12,8 %, мистецтво, розваги та відпочинок — 12,0 %.